# 宮崎県道・熊本県道143号中河間多良木線
宮崎県道・熊本県道143号中河間多良木線（みやざきけんどう・くまもとけんどう143ごう なかがまたらぎせん）は、宮崎県小林市から熊本県球磨郡多良木町に至る一般県道である。

## 概要
宮崎県小林市須木中原から熊本県球磨郡多良木町大字多良木に至る。
宮崎県小林市須木で国道265号と別れ、峠越えを経て熊本県球磨郡多良木町大字槻木（つきぎ）へ北上し熊本県道・宮崎県道144号槻木田代八重線とぶつかる。槻木からは綾北川（大淀川支流）最上流部とともに西進し、槻木峠（現在はトンネルが整備されている）を越えて多良木町中心部で国道219号に合流し終点となる。平野部を除くほとんどの区間は画像のような道幅となる。

### 路線データ
- 起点：宮崎県小林市須木中原（国道265号交点）
- 終点：熊本県球磨郡多良木町大字多良木（多良木町多良木交差点、国道219号交点、熊本県道185号多良木停車場線終点）

## 歴史
- 1959年（昭和34年）6月1日 - 宮崎県告示第226号により宮崎県側の路線認定[1]。当時の整理番号は129。
- 1960年（昭和35年）4月1日 - 熊本県告示第203号により熊本県側の路線認定[2]。当時の整理番号は227。
- 1974年（昭和49年）8月27日 - 航空自衛隊第5航空団所属の F-104J戦闘機が須木村地内の道路上に墜落、炎上した。パイロットは墜落前に脱出、道路沿いの民家の住人は墜落直後に脱出に成功し、死傷者は無し[3]。

## 路線状況

### 道路施設

#### トンネル
- 熊本県
  - 槻木峠トンネル：延長65 m、球磨郡多良木町

## 地理

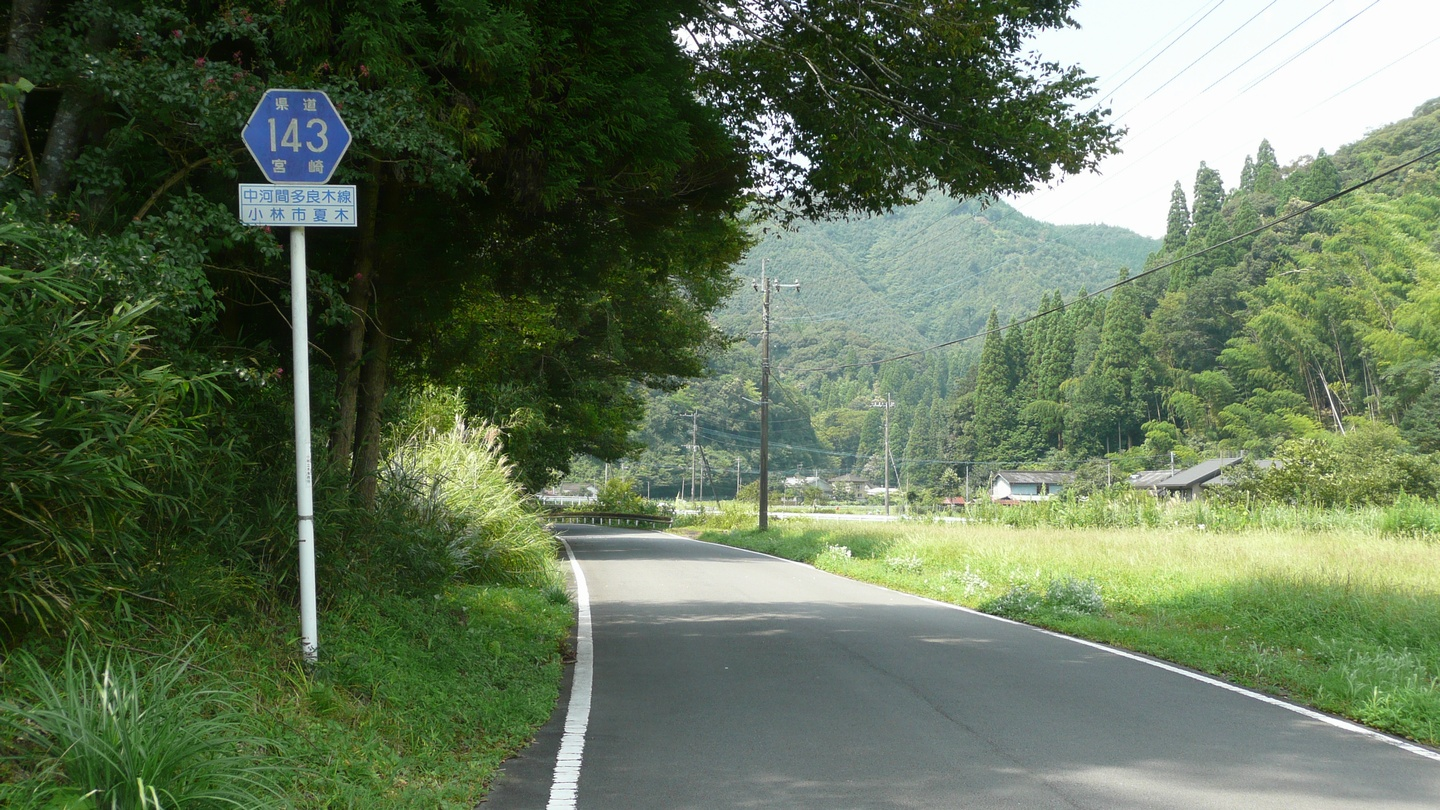
宮崎県小林市須木夏木（熊本県球磨郡多良木町方面）

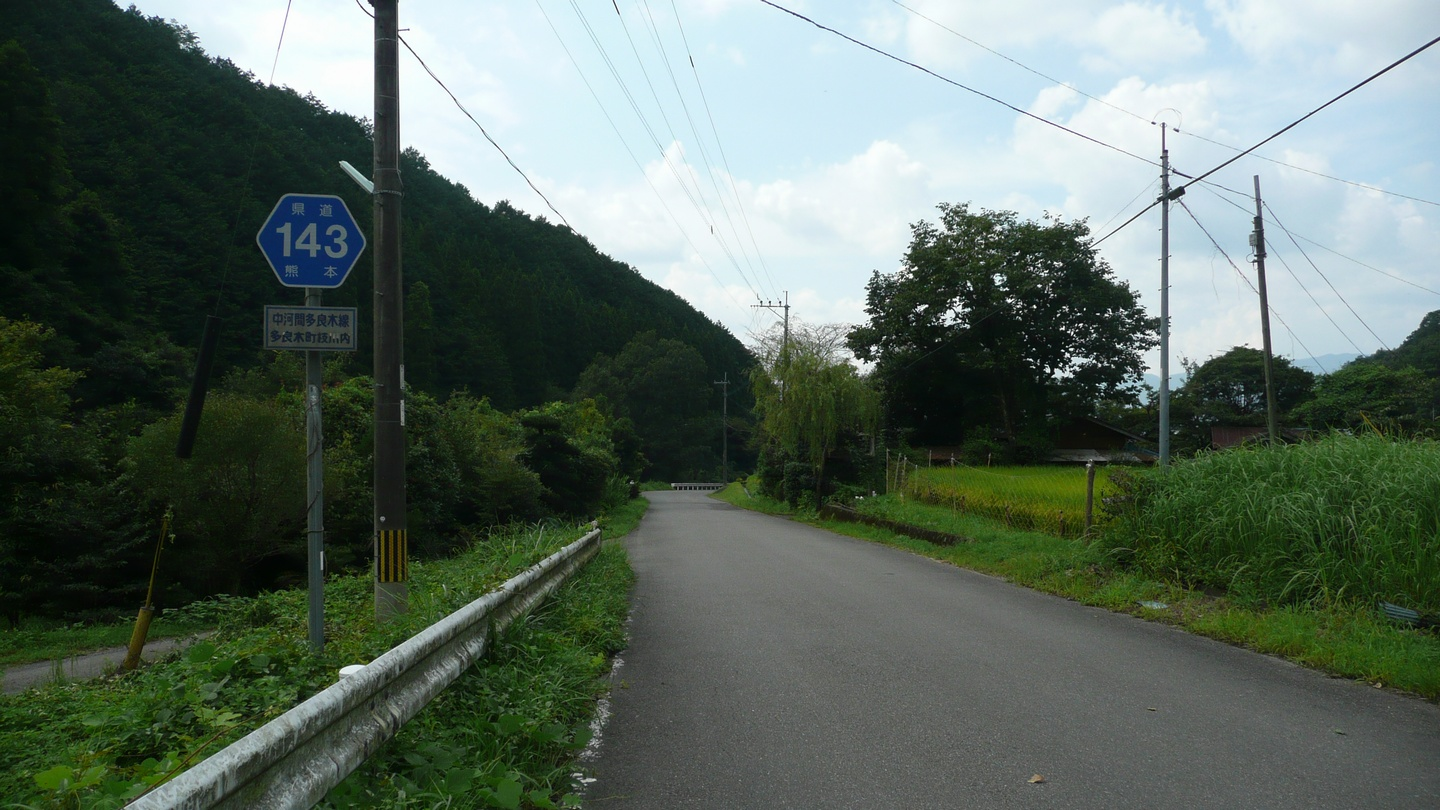
熊本県球磨郡多良木町枝川内（多良木町中心部方面）

### 通過する自治体
- 宮崎県
  - 小林市
- 熊本県
  - 球磨郡多良木町

### 交差する道路
| 交差する道路                          | 都道府県名 | 市町村名 | 市町村名 | 交差する場所 | 交差する場所                |
| ------------------------------------- | ---------- | -------- | -------- | ------------ | --------------------------- |
| 国道265号                             | 宮崎県     | 小林市   | 小林市   | 須木中原     | 起点                        |
| 熊本県道・宮崎県道144号槻木田代八重線 | 熊本県     | 球磨郡   | 多良木町 | 大字槻木     |                             |
| 熊本県道43号錦湯前線                  | 熊本県     | 球磨郡   | 多良木町 | 大字久米     |                             |
| 国道219号 熊本県道185号多良木停車場線 | 熊本県     | 球磨郡   | 多良木町 | 大字多良木   | 多良木町多良木交差点 / 終点 |

### 沿線
- 本庄川（大淀川支流）
- 多良木町立久米小学校
- 久米郵便局
- 多良木郵便局
- 多良木町立多良木小学校
- くま川鉄道湯前線 多良木駅

### 峠
- 熊本県
  - 槻木峠（球磨郡多良木町）